# Ed Hochuli

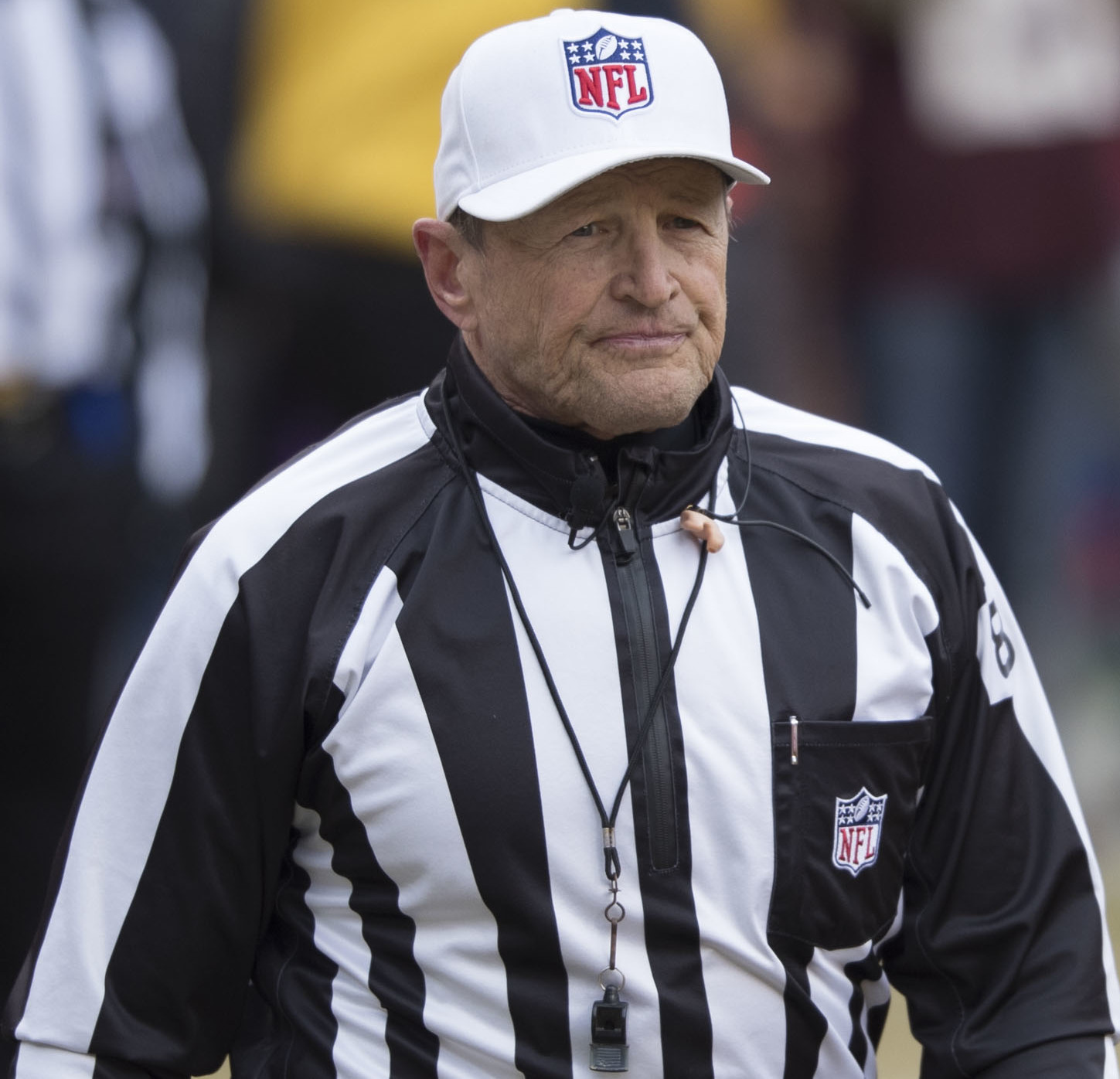
Ed Hochuli (2017)

Edward G. „Ed“ Hochuli (* 25. Dezember 1950 in Milwaukee, Wisconsin) ist ein ehemaliger US-amerikanischer Schiedsrichter im American Football, der von der Saison 1990 bis 2017 in der NFL tätig war. Er war Schiedsrichter der Super Bowls XXXII und XXXVIII und trug die Uniform mit der Nummer 85.

## Karriere

### College Football
Vor dem Einstieg in die NFL arbeitete er als Schiedsrichter im College Football in der Big Sky Conference und Pac-10 Conference.

### National Football League
Hochuli begann im Jahr 1990 seine NFL-Laufbahn als Back Judge. Nachdem die Schiedsrichter Stan Kemp und Tom Dooley ihren Rücktritt bekannt gegeben hatten, wurde er zur NFL-Saison 1992 zum Hauptschiedsrichter ernannt.
Er leitete die Super Bowls XXXII im Jahr 1998 und XXXVIII im Jahr 2006 und war zudem bei den Super Bowls XXXI, XXXVII und XXXIX Ersatzschiedsrichter. Zudem leitete er den Pro Bowl 2013.
Nach seinem Rücktritt als Hauptschiedsrichter ernannte die NFL seinen Sohn Shawn Hochuli als Nachfolger, was von vielen Personen als Vetternwirtschaft kritisiert wurde, da Shawn weit weniger Erfahrung hatte als andere Offizielle im NFL-Schiedsrichterwesen.